# Nuran Pelikian
Nuran Kapriel Pelikian –en búlgaro, Нуран Каприел Пеликян– (Plovdiv, 12 de diciembre de 1967) es un deportista búlgaro que compitió en lucha grecorromana. Ganó una medalla de bronce en el Campeonato Europeo de Lucha de 1991, en la categoría de 48 kg.

## Palmarés internacional
| Campeonato Europeo | Campeonato Europeo       | Campeonato Europeo | Campeonato Europeo |
| Año                | Lugar                    | Medalla            | Categoría          |
| ------------------ | ------------------------ | ------------------ | ------------------ |
| 1991               | Aschaffenburg (Alemania) | Medalla de bronce  | 48 kg              |